# أرماند توساينت
أرماند توساينت (بالفرنسية: Armand Toussaint) هو نحات فرنسي، ولد في 7 أبريل 1806 في باريس في فرنسا، وتوفي بنفس المكان في 24 مايو 1862.